# Werner Rothmaler
Werner Walter Hugo Paul Rothmaler (født 20. august 1908 i Sangerhausen, død 13. april 1962 i Leipzig) var en tysk botaniker. Werner Rothmalers hovedinteresse var plantegeografi og systematik.
Rothm. er standardforkortelsen (autornavnet) i forbindelse med et botanisk navn. Det er f.eks. autornavnet for Bryopsida.

## Udgivelser
- Werner Rothmaler. Allgemeine Taxonomie und Chorologie der Pflanzen. Gronau, 2. oplag 1955.
- Werner Rothmaler. Exkursionsflora von Deutschland (3 Bind), Berlin 1966.